# La porta magica
La porta magica è stato un programma televisivo italiano, trasmesso da Rai 2 dal 26 giugno 1983 per sei puntate, la domenica alle 20:30.

## Il programma
Il programma si svolge in un'atmosfera fantastica, dall'ambientazione medievale. La scenografia riproduce la grande porta murata dei giardini di Piazza Vittorio di Roma ed è animato da figuranti che interpretano faraoni, schiavi, maghi e diavoli, con numeri di magia, musica, balletti ed ospiti, tra cui la presenza fissa della soubrette Giuditta Saltarini ed altri comprimari: Anna Campori, Lollo Franco, Franca Mantelli. Il gruppo dei Fratelli Balestra, famoso per aver interpretato diverse sigle degli anime, animano gli spazi musicali .